# デヴィッド・コスタビル
デヴィッド・コスタビル（David Costabile,  1967年1月9日 - ）は、アメリカ合衆国の俳優である。

## 来歴
1967年、ワシントンD.C.にイタリア系の家庭に生まれた。高校を卒業後はタフツ大学へ進学し、その後ニューヨーク大学で演劇を学んだ。1997年にCBS製作のクライムドラマ『Dellaventura』でテレビデビュー。翌年にはデンゼル・ワシントン主演の『マーシャル・ロー』で映画デビューも果たし、2000年代に入ると主にテレビを中心にキャリアを構築。主に脇役に回ることが多いが、ブライアン・クランストン主演のTVシリーズ『ブレイキング・バッド』での科学者役や、ガブリエル・マクト主演の弁護士ドラマ『SUITS/スーツ』での冷酷なシニアパートナー役、ポール・ジアマッティ主演の『ビリオンズ』での準レギュラー主演など、重要な役柄として多くの作品にクレジットされている。
近年ではスティーヴン・スピルバーグ監督の『リンカーン』や『ペンタゴン・ペーパーズ/最高機密文書』などへも出演するなど、意欲的にキャリアを重ねている。舞台でも活躍しており、1997年にトニー賞を受賞したブロードウェイミュージカル『タイタニック』へも出演したほか、ニューヨーク市内のパブリックシアターなどでも活動を続けている。

### 私生活
2012年に女優のEliza Baldiと結婚し、現在は2児の父親でもある。

## 出演作品

### 映画
- マーシャル・ロー The Siege (1998)
- クレイドル・ウィル・ロック Cradle Will Rock (1999)
- イズント・シー・グレート Isn't She Great (2000)
- グリンチ How the Grinch Stole Christmas (2000)
- 夏休みのレモネード Stolen Summer (2002)
- The Great New Wonderful (2005)
- Prime (2005)
- アフタースクール Afterschool (2008)
- ノトーリアス・B.I.G. Notorious (2009)
- ソリタリー・マン Solitary Man (2009)
- バウンティー・ハンター The Bounty Hunter (2010)
- フェイク・クライム Henry's Crime (2010)
- リンカーン Lincoln (2012)
- サイド・エフェクト Side Effect (2013)
- ランナーランナー Runner Runner (2013)
- 13時間 ベンガジの秘密の兵士 13 Hours (2016)
- ペンタゴン・ペーパーズ/最高機密文書 The Post (2017)
- ザ・ダート: モトリー・クルー自伝 The Dirt (2019)

### テレビドラマ
- Dellaventura (1997)
- ふたりは友達? ウィル&グレイス Will & Grace (2001)
- LAW & ORDER:犯罪心理捜査班 Law & Order: Criminal Intent (2003)
- WITHOUT A TRACE/FBI 失踪者を追え! Without a Trace (2005)
- Flight of the Conchords (2007 - 2009)
- ダメージ Damages (2007 - 2010)
- THE WIRE/ザ・ワイヤー The Wire (2008)
- ユナイテッド・ステイツ・オブ・タラ United States of Tara (2009)
- スリー・リバーズ ～命をつなぐ熱き医師たち～ Three Rivers (2009)
- ザ・オフィス The Office (2010)
- ロー&オーダー Law & Order (2010)
- ブレイキング・バッド Breaking Bad (2010 - 2011)
- ライ・トゥ・ミー 嘘は真実を語る Lie to Me (2011)
- 救命医ハンク セレブ診療ファイル Royal Pains (2011)
- LAW & ORDER:性犯罪特捜班 Law & Order: Special Victims Unit (2011)
- Dr.HOUSE House M.D. (2011 S7-E20『色あせた思い出』)
- クローザー The Closer (2011)
- アンフォゲッタブル 完全記憶捜査 Unforgettable (2011)
- PERSON of INTEREST 犯罪予知ユニット Person of Interest (2011)
- グッド・ワイフ The Good Wife (2012)
- リーガル・バディーズ フランクリン＆バッシュ Franklin & Bash (2012)
- エレメンタリー ホームズ&ワトソン in NY Elementary (2012)
- SUITS/スーツ Suits (2012 - 2019)
- 偽りの太陽 ～Low Winter Sun～ Low Winter Sun (2013)
- リッパー・ストリート Ripper Street (2013)
- THE BLACKLIST/ブラックリスト The Blacklist (2014)
- DIG 聖都の謎 Dig (2015)
- ビリオンズ Billions (2016 - 2020)
- ベター・コール・ソウル Better Call Saul (2018)
- TVキャスター マーフィー・ブラウン Murphy Brown (2018)
- Little Birds -イラク 戦火の家族たち- Little Birds (2020)

### テレビアニメ
- ロボット・チキン Robot Chicken (2019)